# Madame de Sévigné
Madame de Sévigné, teljes nevén Marie de Rabutin-Chantal, Sévigné márkiné (Párizs, 1626. február 5. – Grignan, 1696. április 17.) francia nemesi családból származó nőíró, a XVII. századi Európában divatos levél-műfajban alkotott. Levelezése mintegy 26 kötetre rúg, melyből egy rövid válogatás olvasható magyarul is.

## Élete
Marie de Rabutin-Chantal néven látta meg a napvilágot. Korán árvaságra jutott: szüleit hétévesen vesztette el, majd rövidesen az őt a szülők halála után nevelő anyai nagyszülei is meghaltak. Ezt követően nagybátyja, Christophe de Coulanges, Livry apátja nevelte. Igen gondos képzésben részesült, nagybátyja olyan, akkoriban híres tanítókat fogadott fel számára, mint Chapelain és Ménage, akik olaszra, spanyolra és latinra is megtanították.
1644-ben férjhez ment Sévigné márkihoz, aki hamarosan eltékozolta vagyonának és hozományának nagy részét, majd 1651-ben egy párbaj során életét vesztette. Madame de Sévigné így 25 évesen özvegységre jutott, és egyedül nevelte tovább két gyermekét: Françoise-Marguerite-et és Charles-t. Az özvegy először a bretagne-i Rochers kastélyába vonult vissza, majd visszatért Párizsba, ahol az irodalmi szalonok gyakori résztvevője lett – különösen a Rambouillet-kastélyban fordult meg gyakran.
Bár jócskán akadtak kérői, akik közül leginkább Fouquet emelkedik ki, ő mégis a gyermekei tanításának szentelte magát. Leánya igen művelt és a korban csodált szépség volt, akinek a szépségéről Jean de La Fontaine is megemlékezett.
Françoise 1669-ben férjhez ment Grignan grófhoz, Provence tartomány királyi helytartójához. Emiatt 1671-ben az ifjú párnak Provence-ba kellett költöznie, hogy a férj elláthassa a hivatali teendőit. Madame de Sévignét nagyon megviselte az elválás, ezért elhatározta, hogy levelek útján beszámol minden apróságról leányának, hogy ne szakadjon meg közöttük a kapcsolat. Három alkalommal meg is tudta látogatni leányát: 1672-73, 1690-91 és 1694-96 között. Utolsó látogatása során azonban himlőt kapott és ebbe április 17-én belehalt.
Körülbelül 1500 levél maradt utána, melynek egy részét már 1697-ben publikálták. A teljes szövegkorpusz kiadására azonban csak a második császárság alatt, 1862 és 1867 között megjelenő Nagy Írók Gyüjteményében (Collection des Grands Écrivains) került sor.

## Levelei
A levél mint irodalmi műfaj hosszú előzményre nyúlik vissza Európában. Kettős gyökere van: egyrészról bibliai példák (az Ószövetségben az Uriás-levél, az Újszövetségben Péter és Pál Apostolok levelei), másrészről klasszikus ókori levelek egyengetik az útját. Már Platóntól is számon tartottak apokrif leveleket, de a magánjellegű, mégis irodalmi levél műfajának igazi megteremtői között ott találjuk Cicerót, Horatiust, Ifjabb Pliniust is. A középkori Európában az irodalmi levelezésben elsősorban a közösségnek szóló tartalom dominál, és csak fokozatosan nyer teret újra a személyes üzenet – lásd például Sidonius Apollinaris, Symmachus, Venantius Fortunatus, Hippói Szent Ágoston példáját. A reneszánsz hozza el ismét a levél, mint műfaj fénykorát – itt elsősorban Rotterdami Erasmus levelezését kell megemlíteni.
A XVII. századi levelezésről Szerb Antal így számol be:"A levelek ebben a korban egészen mást jelentenek, mint ma. A régi világban a levél a hírszolgáltatás: napi hír, távirati jelentés és színes riport, helyszíni közvetítés, filmhíradó és szellemes közírók kommentárja … Mintalevél-gyűjtemények tanítják az embereket a levélírás művészetére, a levélforma annyira kedvelt, hogy más területekre is átcsap, regényeket és tankönyveket is kezdenek már levélformában írni. Ennek a nagy levélművészetnek legmagasabb pontja Mme de Sévigné”.
Madame de Sévigné levelei nem fiktív levelek, hanem missilis levelek – azaz tényleg elküldte őket. A levelek kitűnnek tartalmi gazdagságukkal és csiszolt stílusukkal: az udvari élet pletykáitól kezdve a leánya iránt érzett mély aggódáson keresztül egyes politikai eseményekről is beszámol. A leveleiből kiolvasható nemesi mentalitás hű tükre az ancien regime társadalmának: teljesen természetesnek veszi olykor, hogy a főurak elverik a parasztokat, gúnyolódik olykor az úrhatnám polgárokon.
Magyar vonatkozása leveleinek nemigen van, még Buda töröktől való visszavételéről sem emlékezik meg. Egyik őse Rabutin gróf, akinek hasonnevű rokona részt vett Magyarországnak töröktől való felszabadításában. Ezen túlmenően Madame de Sévigné megemlékezik egy "Magyar királyné vize" (L'eau de la reine de Hongrie) nevű parfümről. Levelei egyes vélemények szerint hatást gyakoroltak Mikes Kelemen leveleire.

## Részlet leveleiből

### Turenne marsallhalála
Most önhöz intézem a szót, kedves gróf, arról a szomorú veszteségről akarok írni, amelyhez fogható nem érheti országunkat: Turenne úr haláláról. Ha éntőlem tudja meg, biztos vagyok benne, hogy éppúgy megrendül, mint mi itt valamennyien. A hír hétfőn érkezett Versailles-ba, és mélységesen lesújtotta a királyt, ami igazán érthető, hisz a világ legnagyobb hadvezérét és legderekabb emberét vesztettük el; az egész udvar könnyekre fakadt, és Condom úr kis híján elájult. Fontainebleau-ba készülődtek: az egész mulattságot lemondták. Soha senkit se gyászoltak ilyen őszintén; az egész negyed, ahol lakott, és egész Párizs és az egész nép fel volt dúlva és zaklatva; mindenki róla beszélt, és csoportokba verődve gyászolta a hőst. Küldök Önnek egy kitűnő beszámolót arról, amit élete utolsó napjaiban tett. Háromhónapi nagyszerű helytállás után, amelyet a hozzáértők nem győznek csodálni, következett el dicsősége és élete utolsó napja. Még megvolt az öröme, hogy látta megfutamodni az ellenséget; és 27-én, vagyis szombaton, fölment egy kis dombra, hogy megfigyelje, merrefelé vonulnak: rá akart törni a hátvédjükre, és délben jelentette a királynak, hogy ez lévén a terve, már el is küldött Brissachoz, megüzente neki, fogjanak bele a negyvenórás könyörgésbe. Jelentette a fiatal d’Hocquincourt halálát is, és hogy futár révén tudatja a királlyal, miképp ütött ki a vállalkozás: két óra volt, mikor lepecsételte és elküldte levelét. Akkor nyolcad- vagy tizedmagával felhág arra a kis dombra: valahol messzevaktában elsütnek egy ágyút, s a boldogtalan golyó derékba találja: elképzelheti, milyen jajveszékelés és sírás támadt a seregnél. A futár tüstént elindult; hétfőn érkezett meg, mint már említettem; így aztán a király egy óra leforgása alatt kapott egy levelet Turenne úrtól, és megkapta a halálhírét. Azóta megjött Turenne úr egyik nemese is, és elmondta, hogy a seregek eléggé közel vannak egymáshoz; hogy Lorges úr vette át nagybátyja fővezéri tisztét; és hogy a sereg elkeseredése felülmúl minden képzeletet. A király rögtön parancsot adott az ifjabb Condé úrnak, hogy siessen gyorskocsin oda, s várja meg atyjaurát, akinek szintén oda kell mennie; de mivel az utóbbi egészsége elég gyönge, az út meg hosszú, félő, hogy történik vele valami közben: elgondolni is szörnyű, hogy Condé úrnak ilyen fáradalmakat kelljen kiállnia; adja Isten, hogy szerencsével járjon!

## Értékelése
Bár Magyarországon nem nagyon ismert, de Franciaországban komoly kultusza volt. Ezt jelzi, hogy beválogatták a Nagy Írók Gyüjteményébe, ahol olyan klasszikusokkal került egy polcra, mint Livius, Ovidius, illetve más ókori szerzők. Szerb Antal véleménye szerint „Ezért szeretjük Mme de Sévigné-t, akinek könnyed, színes, bájosan bőbeszédű, szellemes Levelei bevezetnek a méltóságteljes homlokzat mögé, megsejtetik velünk, hogy érezték magukat az emberek a nagy paróka és a merev, csipkés díszruha alatt.” De Gaulle tábornok egyszer kijelentette, hogy ha nem Franciaországot vezetné, akkor egy vidéki könyvtáros lenne, és naphosszat csak Sévigné asszony leveleit tanulmányozná.

## Magyarul
- Sévignéné levelei; vál. Lukácsy Sándor, ford. Somogyi Pál László, bev. Gyergyai Albert, jegyz. Németh Miklós, Somló Vera; Magyar Helikon–Európa, Bp., 1975

## További információ
- Sévigné levelei. Európa Kiadó, Budapest, 1975. ISBN 9632072413
- Gyergyai Albert Előszava Sévignéné leveleihez. Online elérhetőség: Google books

- Pál Ágnes: Sévignéné és köre: levélírói műhely a XVII. században",Nouvelles tendances en littérature comparée – Les ateliers littéraires et les écrivains. “ Szeged-Amiens
- Hopp Lajos: Sévignéné levelei. Helikon, Irodalomtudományi Szemle, 1976. (22. évf.) 4. sz. 674. old. Online: http://real-j.mtak.hu/1204/1/HELIKON_1975.pdf
- Király György: Mikes levélformája
- Labádi Gergely: Levélelmélet a felvilágosodás kori magyar irodalomban. In: http://publicatio.bibl.u-szeged.hu/1254/1/labadigergely_levelelmelet.pdf

## Kapcsolódó szócikk
- Louis de Rouvroy
- Jean Rabutin